# Étienne Jacques Travers de Jever
Étienne Jacques Travers, baron de Jever, né le 22 octobre 1765 à Saint-Georges-de-Néhou dans la Manche et mort le 10 septembre 1827 au château de Nieuwenhoven, en Belgique, est un général franco-hollandais de la Révolution et de l’Empire.

## Biographie

### Début de carrière
Destiné à l'état ecclésiastique par ses parents, il entre comme simple soldat dans un régiment de dragons en 1787, puis passe au régiment Colonel-Général dragons en 1790. Promu brigadier-fourrier en 1792, il est successivement à l'armée du Nord et en Belgique entre 1792 et 1793, blessé d'un coup de feu près du Quesnoy en 1793, à l'armée de Sambre-et-Meuse en 1794, à l'armée d'Italie en 1796, sous-lieutenant à l'armée d'Angleterre en 1797 et lieutenant en Belgique en 1799. Capitaine le 2 février 1800, il sert en Vendée, puis au camp d'Amiens, il passe au corps d'observation de la Gironde en 1801, à l'armée des côtes de l'Océan, chef d'escadron en 1804 et à la Grande Armée en 1805. Il est fait officier de la Légion d'honneur le 17 juillet 1804.

### Au service de Louis Bonaparte
Il est admis à passer au service du nouveau roi de Hollande, son ancien chef Louis Bonaparte, le 7 juin 1806. Il passe colonel du régiment de cuirassiers de la Garde royale hollandaise le 4 juillet 1806, général-major et aide de camp du roi Louis Bonaparte le 5 mars 1808, colonel général de la gendarmerie et des troupes à cheval le 6 août 1808, premier aide de camp du roi le 10 août 1808, capitaine des gardes le 27 mars 1809 et premier capitaine des gardes du corps à cheval le 18 septembre 1809. 
Il est fait par Louis Bonaparte grand-croix de l'ordre de l'Union le 12 août 1808, créé baron de Jever et naturalisé hollandais en 1809. Lorsque Louis Bonaparte abdique du trône de Hollande à la suite d'un conflit avec son frère Napoléon, et qu'il part pour l'Allemagne, Travers l'accompagne dans sa retraite. Un changement d'attitude et quelques mots lâchés à son encontre par Louis Bonaparte décident Travers à rentrer en France. Averti, Napoléon fait immédiatement envoyer une dépêche de Paris lui indiquant sa réintégration au service de la France avec le grade de général de brigade au 11 novembre 1810  et lui octroyant le commandement du département de la Dyle.

### Aux côtés de NapoléonIer(1811-1815)
Travers est nommé inspecteur temporaire des remontes dans les 16e, 24e 25e divisions militaires le 7 mai 1811, commandant les cohortes de gardes nationales du premier ban le 6 avril, reprend le commandement de Dyle le 15 juin et passe commandant de la 9e brigade des gardes nationales du premier ban le 21 août. Bonaparte lui confie l'organisation et le commandement de la brigade des lanciers du Grand Duché de Berg le 10 février 1812.
Il sert en Saxe en 1813 et est blessé d'une balle dans la poitrine à la bataille de Leipzig. Il a par la suite le commandement supérieur de l'importante place de Condé-sur-l'Escaut. Napoléon le fait grand-croix de l'ordre de la Réunion le 22 février 1812, reconnaît son titre de baron de Jever par lettres patentes impériales le 3 janvier 1813 et le crée baron de l'Empire avec dotation de 4 000 francs sur les biens réservés du département de Rome le 5 mars 1813.
Il est mis en non-activité le 20 juin 1814, au début de la Première Restauration, puis réintégré comme adjoint à l'inspection générale de cavalerie dans les 18e et 21e divisions militaires et fait chevalier de l'ordre de Saint-Louis le 17 janvier 1815.
Sous les Cent-Jours, il est nommé commandant la 2e brigade de la 1re division de réserve de cavalerie au 1er corps de l'armée du Nord le 12 mai 1815 et se signale à la bataille de Waterloo à la tête des 7e et 12e régiments de cuirassiers. Il est blessé à la jambe après avoir eu trois chevaux tués sous lui. Il est mis en état d'arrestation par le duc de Feltre, mais l'intervention du maréchal Nicolas Joseph Maison permet sa libération. Il se retire alors à Bruxelles pour se faire soigner.

### Retour à l'armée des Pays-Bas
Mis en non-activité le 6 août 1815, il démissionne le 5 avril 1816 et passe au service du roi des Pays-Bas. Il obtient le commandement de la 1re brigade de cuirassiers, puis, en 1821, de la province de Gueldre. En 1825, il est promu Lieutenant général et nommé à la tête de la maréchaussée royale des Pays-Bas, dont il est également nommé inspecteur général, fonction qu'il garde jusqu'à son décès. Il avait obtenu le titre de baron du royaume des Pays-Bas par décret royal du 21 septembre 1824, titre déclaré transmissible par primogéniture. Il se marie avec Simphorose Niesse, fille de Maximilien Niesse, seigneur de Lippeloo, de Malderen et de Liessel, intendant du prince de Salm-Kyrbourg, dont il hérite le château de Nieuwenhoven. Ils ont deux filles, l'une épouse d'Édouard de Potesta et l'autre du baron Charles Whettnall (nl).

## Sources
- Arthur Chuquet, "L'année 1814 : La campagne de France - Les alliés à Paris - Aux mois d'avril et de mai - En Alsace - Quelques généraux - l'île d'Elbe - Le congrès de Vienne. Lettres et mémoires", 1914
- Arthur Dinaux, Aimé Nicolas Leroy, "Archives historiques et littéraires du Nord de la France et du Midi de la Belgique: t. 1-4; nouv. ser., t. 1-6; 3. ser", 1832
- "Mémoires de la reine Hortense, Volume 2", 1927
- Georges Six, "Dictionnaire biographique des généraux et amiraux français de la Révolution et de l'Empire", Librairie historique et nobiliaire Georges Saffroy, Paris, 1934, 2 vol.